# Simon Kinberg
Simon Kinberg (2 d'agost de 1973) és un guionista angloamericà.
Ha escrit pel·lícules com ara Mr. & Mrs. Smith, Jumper, X-Men: The Last Stand, X-Men: First Class, X-Men: Days of Future Past i Sherlock Holmes.
The Hollywood Reporter va informar el 20 de novembre de 2012 que Kinberg estava a punt de tancar un acord per escriure i produir els episodis VIII i IX de la saga Star Wars juntament amb Lawrence Kasdan. També treballarà en Star Wars: Rebels.